# NGC 6554
NGC 6554 — группа звёзд в созвездии Стрелец.
Этот объект входит в число перечисленных в оригинальной редакции «Нового общего каталога».